# Herschend Family Entertainment Corporation

Logo

Herschend Family Entertainment Corporation (HFE) est une compagnie américaine privée de gestion de parc de loisirs.

## Historique
L'histoire démarre avec Hugo et Mary Herschend qui achètent un bail de 99 ans pour exploiter les Marvel Cave à Branson (Missouri) à la fin des années 1940. Hugo décède en 1955 et leur fils Jack entre en jeu pour aider sa mère Mary. Il investit dans un système de remontée mécanique des caves pour faciliter l'accès aux touristes. Les améliorations sur le site mènent à l'ouverture de Silver Dollar City en 1960. En six ans, le nombre de visiteurs annuels passe de 80.000 à 450.000.
Les frères Jack et Pete Herschend gèrent l'entreprise d'abord connue sous le nom Herschend Enterprises. Pete pilote le marketing, et Jack les opérations.
Dans les années 1970, la fréquentation de Silver Dollar City est en baisse. Les frères Herschend se mettent à la recherche de nouveaux sites à reprendre. En 1975, ils tombemt sur un parc d'attraction à l'abandon à Pigeon Forge, Tennessee. Ils le rachètent pour deux millions de dollars et le relancent sous le nom de Silver Dollar City Tennessee. En 1985, les Herschend signent un partenariat avec la chanteuse country Dolly Parton pour renommer Silver Dollar City Tennessee en Dollywood. La fréquentation du parc double instantanément.
Dans les années 1980, le nom change pour devenir Silver Dollar City Inc. Ce n'est qu'en 2003 qu'il prend son nom actuel.
Dans les années 1990, la famille Herschend reprend un spectacle de bateaux à Table Rock Lake, et 5 parcs aquatiques dans le Missouri, le Texas et l'Oklahoma. La famille commence à placer des dirigeants externes à la famille pour assurer sa longévité (Cary Summers, Mel Bilbo), mais n'est pas satisfaite par les résultats apportés. Le troisième CEO externe, Joel Manby, parvient à mettre la famille d'accord, et reprend la présidence du groupe lorsque les frères Herschend prennent leur retraite du conseil d'administration en 2006. HFE reprend alors plusieurs aquariums et un safari.
En novembre 2007 HFE acquis la participation majoritaire dans l'aquarium de Newport situé à Newport, dans le Kentucky et Adventure Aquarium à Camden, New Jersey.
En octobre 2013, Herschend Family Entertainment Corp rachète l'équipe de basketball des Globetrotters de Harlem,.
Le 18 mars 2025, Herschend Family Entertainment Corporation annonce avoir conclu un accord pour acquérir tous les parcs américains de Palace Entertainment, la filiale de Parques Reunidos,,.

## Description
Herschend Family Entertainment Corporation gère à Branson, le parc à thèmes Silver Dollar City, le parc aquatique White Water Branson et le Showboat Branson Belle. Elle gère également les Marvel Cave et Talking Rocks Cavern.
Herschend Family Entertainment Corporation a obtenu un bail pour la gestion de Stone Mountain Park à Atlanta, en Géorgie (1998). Dans cette région, HFE dirige également Wild Adventures et Splash Island Water Park.
Le capital de l'entreprise est entièrement contrôlé par les membres de la famille Herschend.